# 岭东远东广播
岭东远东广播（朝鲜语：영동극동방송）是位于韩国江原道束草市的远东广播公司（FEBC）的地方制作中心。

## 所在地
- 江原道束草市章沙洞500-1（500-1, Jangsa-dong, Sokcho-si, Gangwon-do 217-130, KOREA.）

## 沿革
- 2001年8月27日 - 开局（呼号为HLDY-FM），开始播音。

## 广播频率
| 发射地 | 呼号    | 频率        | 发射功率 |
| 掛膀山 | HLDY-FM | FM 90.1MHz  | 3kW      |
| 束草市 | HLDY-FM | FM 102.9MHz | 90W      |
| 草録峰 | HLDY-FM | FM 100.9MHz | 70W      |